# 张子健 (2006年)
张子健（2006年1月14日—），男，出生于江西抚州，中國演員。

## 生平
张子健曾出演电影《放学后联盟》，在2018年第15届美国圣地亚哥国际儿童电影节上斩获“最佳儿童演员奖”。

## 電影作品
| 上映日期      | 片名           | 角色   | 備註 |
| 2019年8月21日 | 《放学后联盟》 | 小叮当 |      |